# Muzeum válečného bratrství (Sokolovo)
Muzeum válečného bratrství (popř. Muzeum přátelství ve zbrani, ukrajinsky Музей бойового братерства, dříve Muzeum sovětsko-československého přátelství) je památníkem bitvy u Sokolova a nachází se v obci Sokolovo (okres Zmiiv , Charkovská oblast). Je pobočkou Zmijivského vlastivědného muzea.

## Historie muzea
Po 2. světové válce začali Čechoslováci a další účastníci bitvy navštěvovat hroby svých spolubojovníků a bojiště. Proto bylo z iniciativy okresního úřadu rozhodnuto o vytvoření muzea. Dne 10. září 1958 bylo na střední škole v Sokolově otevřeno za pomoci Charkovského státního historického muzea vesnické muzeum  Zpočátku provozovali muzeum dobrovolníci z řad místních studentů. Důležitou roli v dalším rozvoji muzea sehráli ředitel školy I. Hardikov a vesnický knihovník I. Obozný, který byl později vyznamenán Řádem přátelství národů za zásluhy o upevnění sovětsko-československého přátelství.
V roce 1961 bylo ve staré budově kaple zříceného kostela sv. Michala otevřeno muzeum s novou expozicí.  Ředitelem byl jmenován učitel A. Šemet. S tvorbou expozici opět pomohli odborníci z Charkovského historického muzea
Roku 1964 byl muzeu výnosem ministra kultury Ukrajiny udělen status „lidového muzea“. Pravidelnými návštěvníky muzea se staly četné československé delegace, které věnovaly předměty spjaté s bitvou, prapory, obrazy, fotografie atd. Tehdy bylo rozhodnuto o výstavbě nové budovy muzea. Při oslavách 25. výročí bitvy u Sokolova dne 6. března 1968 bylo v obci otevřeno nové muzeum, nesoucí název Muzeum sovětsko-československého přátelství.
V 90. letech 20. století nebylo muzeum dostatečně financováno, nevytápělo se, budova potřebovala rekonstrukci a některé exponáty byly poškozeny vlhkostí. Návštěvnost se výrazně snížila. V roce 1994 přešlo Sokolovské muzeum pod působnost Zmiiivského vlastivědného muzea. Zpřetrhané vazby s představiteli bývalého Československa byly obnoveny až v roce 1998. Od té doby dochází ke každoročním návštěvám českých a slovenských delegací v muzeu.
V roce 2008 (k 50. výročí muzea a 65. výročí bitvy) byla znovu vytvořena expozice 1. sálu, od té doby je věnována dávné historii Ukrajiny, kozáckému období, událostem 19. - 1. poloviny 20. století (včetně událostí druhé světové války). Pracovníci muzea se snažili v aktualizované expozici reflektovat české a slovenské vztahy s Ukrajinou.
Muzeum prošlo v roce 2012 kompletní rekonstrukcí.

## Expozice
- Hala 1 - Vznik Ukrajiny a Československa v meziválečném období. Začátek 2. světové války a přerozdělení Evropy.
- Hala 2 - 2. světová válka. Bojový křest praporu čs. v bojích u obce Sokolovo. Boje v Charkovské oblasti.
- Hala 3 - Bojová cesta sovětských a československých jednotek. Osvobození Ukrajiny a Československa od nacistů.
- Hala 4 - Aktivity veteránů a veteránských organizací Ukrajiny a ČR.
- Hala 5 - Přátelské vztahy bratrských stavů dnes  .

Muzeum má přibližně 4000 sbírkových předmětů.
Ústřední místo v expozici zaujímá dioráma charkovských umělců V. Parčevského , O. Plotnikova a I. Efroimsona „Bitva ve vesnici Sokolovo, 8. března 1943". Mezi exponáty jsou zajímavé vojenské zbraně přivezené z Lubného (Poltavský kraj). Moderní expozice muzea je vytvořena s přihlédnutím k moderním informacím o událostech 2. světové války, osobnostech této války a jejich podílu na velkých vítězstvích a velkých porážkách, událostech, které se odehrály na světové scéně v poválečném období.
Kromě exponátů o druhé světové válce muzeum shromáždilo zajímavé materiály o založení Sokolova, týkající se dějin Záporoží a ukrajinských kozáků.